# Commanderie de Barletta
Maison du Temple de Barletta
Ne pas confondre avec la commanderie Teutonique de Barletta (San Tommaso) ni avec le prieuré Hospitalier de cette même ville (San Giovanni).
La commanderie de Barletta est une commanderie templière. Il s'agissait de la principale commanderie de cet ordre militaire dans la région des Pouilles

## Emplacement
La localisation exacte de cette commanderie est incertaine.
Pour la plupart des historiens, son siège se trouvait à l'emplacement de l'église Sainte-Marie-Madeleine. Cette église, contiguë de la basilique Saint-Dominique, fut détruite peu après 1531 après avoir été confiée aux dominicains qui préférèrent agrandir la basilique.
Les templiers possédaient également l'église Saint-Léonard à l'extérieur de la ville et une thèse publié en 2002 par Oronzo Cilli avance l'hypothèse qu'il s'agissait du siège de la commanderie et que l'ancienne église Sainte-Marie-Madeleine (intra-muros) avait été donnée aux chanoines réguliers du Saint-Sépulcre de Jérusalem et non aux templiers. Depuis, d'autres historiens ont également remis en cause cette attribution,,.
L'église Saint-Léonard, qui se trouvait à proximité de l'ancien port, fut également détruite en 1528 par Renzo di Ceri et son emplacement exact n'est pas connu.
Les hospitaliers étaient installés à Barletta où ils établirent un prieuré avant les templiers. Les teutoniques, qui y étaient également implantés, profitèrent largement de la confiscation des biens hospitaliers et templiers par Frédéric II du Saint-Empire en 1229. Contrairement à ce qui s'est généralement produit lors de la dévolution des biens de l'ordre du Temple, l'église Sainte-Marie-Madeleine ne passa pas entre les mains des hospitaliers, alors que ce fut bien le cas pour l'église Saint-Léonard,.

## Histoire
L'ordre du Temple semble présent à Barletta à partir de 1158 mais son expansion ne débuta vraiment qu'en 1169 avec le don de l'église Sainte-Marie-Madeleine par Bertrand, archevêque de Trani. Cette donation fut faite en présence des frères templiers Richard et Rainier, le premier précepteur attesté étant frère Guillaume.
Initialement, il s'agissait d'un hospice destiné à accueillir les pèlerins mais la tenue en 1196 d'un chapitre atteste l'importance prise par cet établissement avant la fin du XIIe siècle. Cette maison était devenue alors le chef-lieu (commanderie principale, baillie) des templiers dans la terre de Bari. En 1200, cette maison est mentionnée officiellement dans un document concernant la reddition de la ville de Canne.
L'expansion des templiers dans les Pouilles s'intensifia et cette commanderie devint au XIIIe siècle le chef-lieu de la province des Pouilles et le lieu de résidence des maîtres de la province. Barletta était également avec Brindisi l'un des principaux ports qui leur permettait d'envoyer des ressources en Terre sainte et le précepteur de cette maison avait pour principale charge de gérer l'acheminement de ces marchandises et notamment leur mainlevée vis-à-vis du royaume de Sicile.
Cette commanderie avait de nombreuses dépendances y compris jusqu'en Basilicate et en Calabre et dont voici une liste non exhaustive:
- Une maison à Trani donnée en 1278 par Andrea Strino di Barletta.
- Une maison à Alberona et un droit de pâturage à Tora attestés en 1282.
- L'église Saint-Nicolas à Melfi qui apparaît dans un inventaire demandé par Robert d'Anjou en 1308.
- La maison du Temple d'Alibrando di Melfi et son vignoble.
- La maison du Temple de Lavello qui comprenait également un vignoble et de nombreuses terres.
- Un vignoble à Venosa

À la suite des vêpres siciliennes, les templiers de Barletta étendirent leur influence vers le royaume de Naples et leur position fut renforcée par le passage sous domination aragonaise du royaume de Sicile.
L'arrestation des templiers à Barletta n'est intervenue qu'en mars 1308 et leur procès ne se tint à Brindisi qu'à partir de mai 1310.

### Commandeurs
Il faut distinguer le commandeur (précepteur) de la maison de Barletta des maîtres de la province des Pouilles dont le lieu de résidence fut, tout au moins au XIIIe siècle, à Barletta.
| Commandeur                              | Période   | Commentaires |
| --------------------------------------- | --------- | --- |
| frère Guillaume                         | 1169      | Commandeur de Sainte-Marie-Madeleine                                                                                         |
| fr. Pierre de Saint-Grégoire            | 1196      | Commandeur de Saint-Léonard                                                                                                  |
| fr. Giovanni Salvagio da Genova         | 1202 ,    | Commandeur de Barletta Commandeur de Ruvo (1204)                                                                             |
| fr. Pietro Catalmo                      | 1256      | Commandeur de Barletta |
| fr. Sabino                              | 1271 ,    | Maître de Barletta |
| Guillaume de Beaujeu                    | 1272-1273 | Maître de la province du royaume de Sicile et des Pouilles                                                                   |
| fr. Arnoul de Ursumali, « de Wisemale » | 1274      | Commandeur de Barletta ou commandeur de la baillie des Pouilles ?. Il n'était pas maître de la province du royaume de Sicile |
| fr. Pierre de Griffier                  | 1275      | Commandeur de Barletta, originaire d'Auvergne.                                                                               |
| fr. Pietro de Genua                     | 1279      | Commandeur de Barletta |
| fr Guillaume de Barolo                  | 1303      | Commandeur de Barletta |